# Rinodina obnascens
Rinodina obnascens är en lavart som först beskrevs av William Nylander och som fick sitt nu gällande namn av Henri Jacques François Olivier. 
Rinodina obnascens ingår i släktet Rinodina och familjen Physciaceae. Arten är reproducerande i Sverige.